# Jesús González Dávila
Jesús González Dávila (* 5. Mai 1940 in Mexiko-Stadt; † 8. Mai 2000 ebenda) war ein mexikanischer Schauspieler, Drehbuchautor, Dramaturg, Theater- und Filmregisseur.

## Biografie
González studierte Rechts- und Geisteswissenschaften an der Universidad Nacional Autónoma de México (UNAM) und absolvierte die Theaterschauspielschule des Instituto Nacional de Bellas Artes (INBA). Sein Schauspielerdebüt gab er 1963. Von 1967 bis 1970 arbeitete er im Bereich Theater für Kinder zusammen mit Straßenkindern seiner Heimatstadt. 1970 schrieb er für das IV. Festival der Schönen Künste sein erstes Drehbuch zu „La fábrica de los juguetes“ und arbeitete danach auch im Filmbereich. Ab 1977 nahm er Unterricht in den Dramaturgiewerkstätten von Hugo Argüelles Cano und später bei Vicente Leñero Otero.
González war emeritierter Professor für Dramatische Komposition der Sociedad General de Escritores de México (SOGEM). Er starb im Jahre 2000 infolge einer Krebserkrankung.

## Auszeichnungen (Auswahl)
- 1970: „Celestino-Gorostiza“-Preis (INBA) für „Fábrica de juguetes“
- 1972: „Luis-Buñuel“-Preis
- 1978: „Nezahualcóyotl“-Medaille (SOGEM) für „Polo, pelota amarilla“
- 1983: „Rodolfo Usigli“-Preis (UMAM) für „Muchacha del alma“
- 1985: „Rodolfo Usigli“-Preis für „De la calle“
- 1985: Nationalpreis für Theaterarbeit für „Desventurados“, verliehen durch die Regierung Baja Californias
- 1987: „El Heraldo de México“-Preis
- 1988: Preis für das beste Drama, Unión de Críticos y Cronistas de Teatro
- 1991: Premio Internacional Plural für „El mismo día por la noche“
- 1994: „Sergio-Magaña“-Preis für „Luna negra“